# 1606
1606 (MDCVI) byl rok, který dle gregoriánského kalendáře započal nedělí.

## Události
- 11. listopad – uzavřen Žitavský mír mezi Osmanskou říší a Habsburskou monarchií
- Wiliam Shakespeare napsal Krále Leara
- Florenťan Francesco Carletti přivezl do Itálie čokoládu a kakao

### Probíhající události
- 1568–1648 – Nizozemská revoluce
- 1568–1648 – Osmdesátiletá válka
- 1593–1606 – Dlouhá turecká válka
- 1600–1611 – Polsko-švédská válka
- 1604–1606 – Povstání Štěpána Bočkaje

## Narození

### Česko
- Sylvie Kateřina Černínová z Millesina, česká šlechtična († 29. února 1664)
- Zikmund Jan Myslík z Hyršova, český generál císařské armády za třicetileté války († 3. listopadu 1666)
- Jáchym Oldřich Slavata z Chlumu a Košumberka, šlechtic († 4. května 1645)
- Jiří Plachý, jezuitský profesor a obránce Prahy v době třicetileté války († 1664)

### Svět

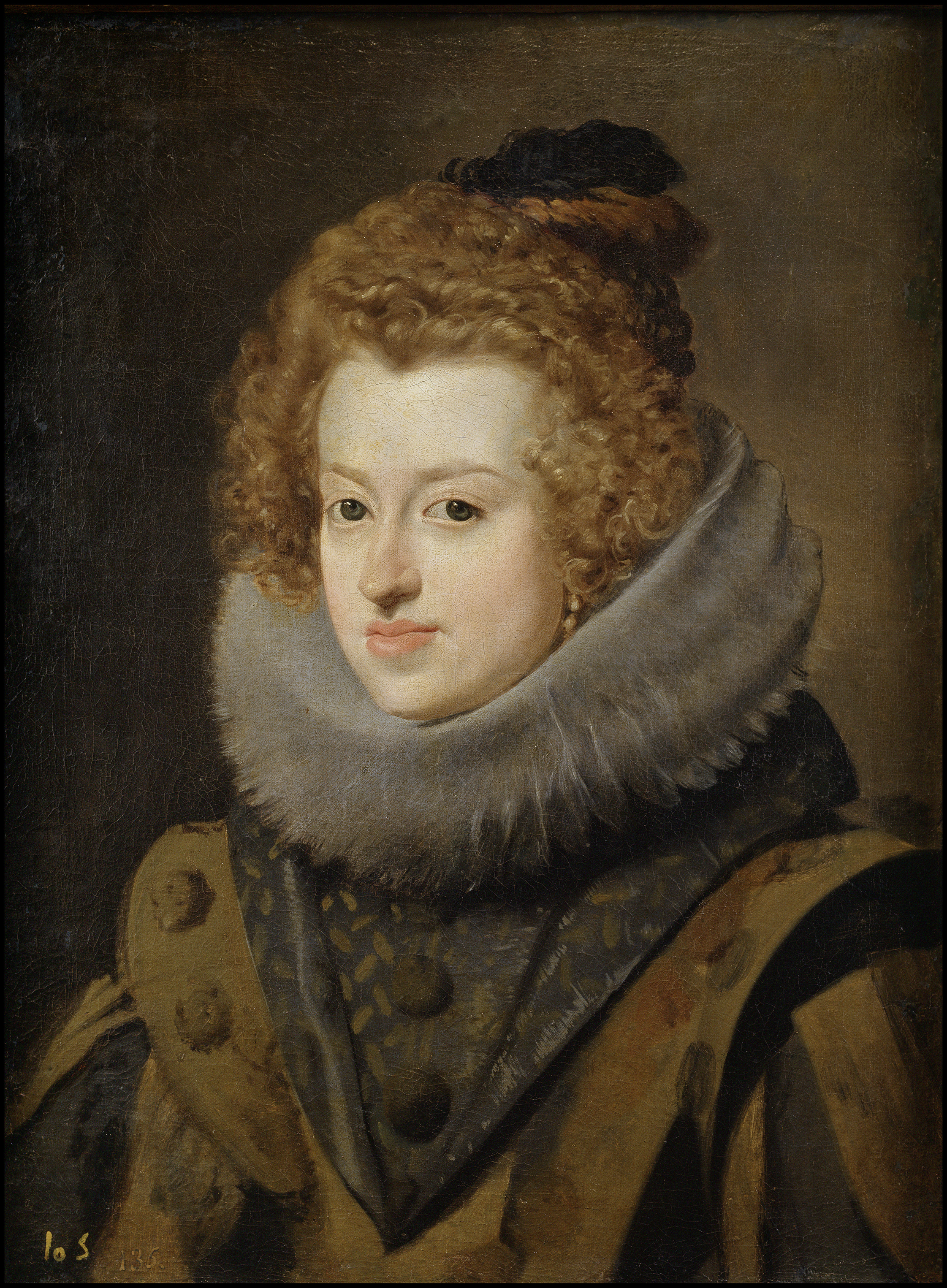
Marie Anna Španělská (* 18. srpna)

- 10. února – Kristina Marie Bourbonská, sestra Ludvíka XIII. a savojská vévodkyně († 27. prosince 1663)
- 03. května
  - Marie Bourbonská, kněžna z Carignana a dědička hrabství Soissons († 3. června 1692)
  - Lorenzo Lippi, italský barokní malíř a básník († 15. dubna 1665)
- 12. května – Joachim von Sandrart, malíř, rytec a historik umění († 14. října 1688)
- 23. května – Jan Caramuel z Lobkovic, španělský biskup, učenec, spisovatel, diplomat a válečník († 8. září 1682)
- 06. června – Pierre Corneille, francouzský dramatik a básník († 1. října 1684)
- 01. července – Erasmo di Bartolo, italský hudební skladatel, varhaník a pedagog († 12. září 1656)
- 15. července – Rembrandt van Rijn, nizozemský malíř († 4. října 1669)
- 18. srpna – Marie Anna Španělská, manželka císaře Ferdinanda III. († 13. května 1646)
- 22. září – Li C'-čcheng, čínský císař († 1644)
- 26. prosince – Filiberto Lucchese, italský architekt, sochař a geometr († 21. května 1666)
- ? – Jan Davidsz. de Heem, vlámský barokní malíř († před 26. dubnem 1684)
- ? – John Robartes, 1. hrabě z Radnoru, anglický vojevůdce a státník, šlechtic († 17. července 1685)
- ? – Paul-Philippe Hardouin de Péréfixe de Beaumont, arcibiskup pařížský († 1. ledna 1671)
- ? – Frang Bardhi, albánský katolický biskup († 1643)

## Úmrtí

### Česko
- 06. března – Zbyněk Berka z Dubé a Lipé, kardinál, arcibiskup pražský (* 1551)
- 15. listopadu – Erasmus Habermehl, vynálezce a konstruktér hodin, astronomických a geodetických přístrojů (* ? 1538)
- ? – Jiří Nigrin, pražský tiskař a nakladatel (* ?)
- ? – Jan Vermeyen, zlatník původem z Vlámska (* před 1559)

### Svět
- 31. ledna – Guy Fawkes, anglický voják a katolický terorista (* 13. dubna 1570)
- 23. března
  - Justus Lipsius, vlámský filosof (* 18. října 1547)
  - Turibius z Mongroveja, španělský inkvizitor a římskokatolický arcibiskup (* 16. listopadu 1538)
- 27. května – Lžidimitrij I., ruský car (* 1580)
- 21. června – Sokolluzade Lala Mehmed Paša, osmanský státník a velkovezír (* ?)
- 02. září – Karel van Mander, nizozemský malíř (* květen 1548)
- 04. října – Giovanni Maria Butteri, italský malíř (* 1540)
- 09. prosince – Boşnak Derviş Mehmed Paša, osmanský velkovezír (* okolo roku 1569)
- 29. prosince – Štěpán Bočkaj, uherský vzdorokrál (* 1. ledna 1557)
- ? – Ottavio Strada starší, kreslíř, sběratel starožitností a antikvář sbírek císaře Rudolfa II. (* 1550)

## Hlavy států
- Anglie – Jakub I. Stuart (1603–1625)
- Francie – Jindřich IV. (1589–1610)
- Habsburská monarchie – Rudolf II. (1576–1612)
- Osmanská říše – Ahmed I. (1603–1617)
- Polsko-litevská unie – Zikmund III. Vasa (1587–1632)
- Rusko – Vasilij IV. (1606–1610)
- Španělsko – Filip III. (1598–1621)
- Švédsko – Karel IX. (1599–1611)
- Papež – Pavel V. (1605–1621)
- Perská říše – Abbás I. Veliký